# Моє життя на льоду
«Моє життя на льоду» (фр. Ma vraie vie à Rouen) — французький фільм-драма 2002 року, поставлений режисерами Олів'є Дюкастелем і Жаком Мартіно. Головну роль виконав французький фігурист Джиммі Таварес. Прем'єра фільму відбулася 5 серпня 2002 року на Міжнародному кінофестивалі в Локарно, де він брав участь в основній конкурсній програмі.

## Сюжет
Молодий хлопець Етьєн, який живе в Руані зі своєю матір'ю і бабусею, має намір взяти участь в національній першості з фігурного катання. На свій 16-й день народження він отримує від бабусі в подарунок цифрову відеокамеру, яку одразу ж починає використовувати, знімаючи все навколо, щоб краще дізнатися і зрозуміти навколишній світ.
Фільми Етьєна ні про що, і про все навколо — про свою сім'ю, про його учителя Лорана (Жонатан Заккаї), про найкращого друга Людовика, про своє фігурне катання, море, круті скелі. Що стосується Людовіка і вчителя географії, то незабаром стає очевидним, що одержимість Етьєна ними ґрунтується на значно більшому, ніж на просто творчій діяльності.
Попри те, що Етьєн вирішив зробити цей рік «роком любові», коли все обертається навколо нього, справи йдуть не так, як очікувалося. Він робить грубу помилку, виконуючи номер у програмі з фігурного катання, посівши у змаганні лише друге місце. А коли він починає дуже обережно розмову з Людовіком про можливість кохання між двома чоловіками, той тікає від нього.
Відчуваючи, що він зазнав невдачі у своїх намірах та з образою на Людовіка, що зробив йому боляче, Етьєн вирішує стрибнути з обриву, знявши своє самогубство на відеокамеру, щоб пояснити своїй сім'ї, через що йому довелося пройти. На його щастя незнайомець, що проходив повз у вирішальний момент, помітив хлопця біля краю скелі і його камеру поблизу. Фінальна сцена показує незнайомця і Етьєна в ліжку після сексу, і Етьєн уперше по-справжньому щасливий.

## У ролях
| Аріана Аскарід | ···· | Кароліна                 |
| Джиммі Таварес | ···· | Етьєн                    |
| Жонатан Заккаї | ···· | Лоран                    |
| Елен Сюржер    | ···· | бабуся                   |
| Люка Бонніфе   | ···· | Людовик                  |
| Фредерік Горні | ···· | молодий чоловік на скелі |

## Визнання
| Нагороди та номінації фільму «Моє життя на льоду» | Нагороди та номінації фільму «Моє життя на льоду» | Нагороди та номінації фільму «Моє життя на льоду» | Нагороди та номінації фільму «Моє життя на льоду» | Нагороди та номінації фільму «Моє життя на льоду» | Нагороди та номінації фільму «Моє життя на льоду» |
| Рік                                               | Кінофестиваль/кінопремія                          | Категорія/нагорода                                | Номінант                                          | Результат                                         | Результат                                         |
| ------------------------------------------------- | ------------------------------------------------- | ------------------------------------------------- | ------------------------------------------------- | ------------------------------------------------- | ------------------------------------------------- |
| 2002                                              | Міжнародний кінофестиваль у Локарно               | Гран-прі Золотий леопард                          | Моє життя на льоду                                | Номінація                                         |                                                   |
| 2003                                              | Міланський міжнародний ЛГБТ-кінофестиваль         | Найкращий фільм — Спеціальна згадка               | Моє життя на льоду                                | Перемога                                          |                                                   |